# Sinda (Distrikt)
Sinda ist einer von fünfzehn Distrikten in der Provinz Ostprovinz in Sambia. Er hat eine Fläche von 2621 km² und es leben 213.760 Menschen in ihm (2022). Die Hauptstadt ist Sinda. Bei der Gründung des Distriktes 2012 mussten die Distrikte Katete und Petauke einen Teil ihrer Fläche an Sinda abgeben.

## Geografie
Der Distrikt befindet etwa 350 Kilometer nordöstlich von Lusaka. Er liegt im Mittel auf einer Höhe von etwa 1000 m.
Der Distrikt grenzt im Westen an den Distrikt Petauke, im Norden an Lusangazi, im Osten an Katete und im Süden an Marávia in der Provinz Tete in Mosambik.
Sinda ist in 14 Wards aufgeteilt:
- Ching'ombe
- Chitawe
- Chiwuyu
- Kamwaza
- Kapoche
- Kasangazi
- Luandazi
- Matambazi
- Mng'omba
- Mnyamanzi
- Mwangaila
- Nchingilizya
- Nyamasonkho
- Sinda